# باربورا هرزانووا
باربورا هِـرزانووا (چکی: Barbora Hrzánová؛ زادهٔ ۲۲ آوریل ۱۹۶۴) بازیگر اهل جمهوری چک است.
از فیلم‌ها یا مجموعه‌های تلویزیونی که وی در آن‌ها نقش داشته است می‌توان به لحظات دلپذیر اشاره نمود.
او بابت فعالیت هنری‌اش برندهٔ جوایز گوناگونی شده‌است که از آن میان می‌توان به جایزه تالیا اشاره نمود.